# Statue équestre d'Andries Pretorius
La statue équestre d'Andries Pretorius située au centre de Pretoria en Afrique du Sud, rend hommage à Andries Pretorius (1798-1853), un fermier et général boer, chef des Voortrekkers, qui a joué un rôle majeur durant la bataille de Blood River (1838), mais aussi lors de la fondation de la république éphémère de Natalia et lors de l'indépendance du Transvaal. La capitale administrative de la république d'Afrique du Sud a été baptisée Pretoria en son honneur. 
Œuvre de Coert Steynberg, la statue équestre d'Andries Pretorius fut érigée à son emplacement actuel en 1955, année du centenaire de Pretoria. Elle fait partie d'un ensemble monumental comprenant un bassin, des bas-reliefs en bronze et la statue de son fils, Marthinus Wessel Pretorius.

## Localisation
Le monument est situé sur l'esplanade des jardins de Pretorius square, situé devant l'Hôtel de ville de Pretoria en face de Paul Kruger street et du Transvaal Museum (Ditsong National Museum of Natural History). 

## Descriptif

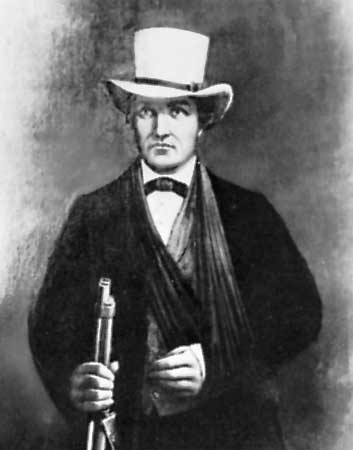
Le portrait le plus connu d'Andries Pretorius qui servit de modèle à la statue

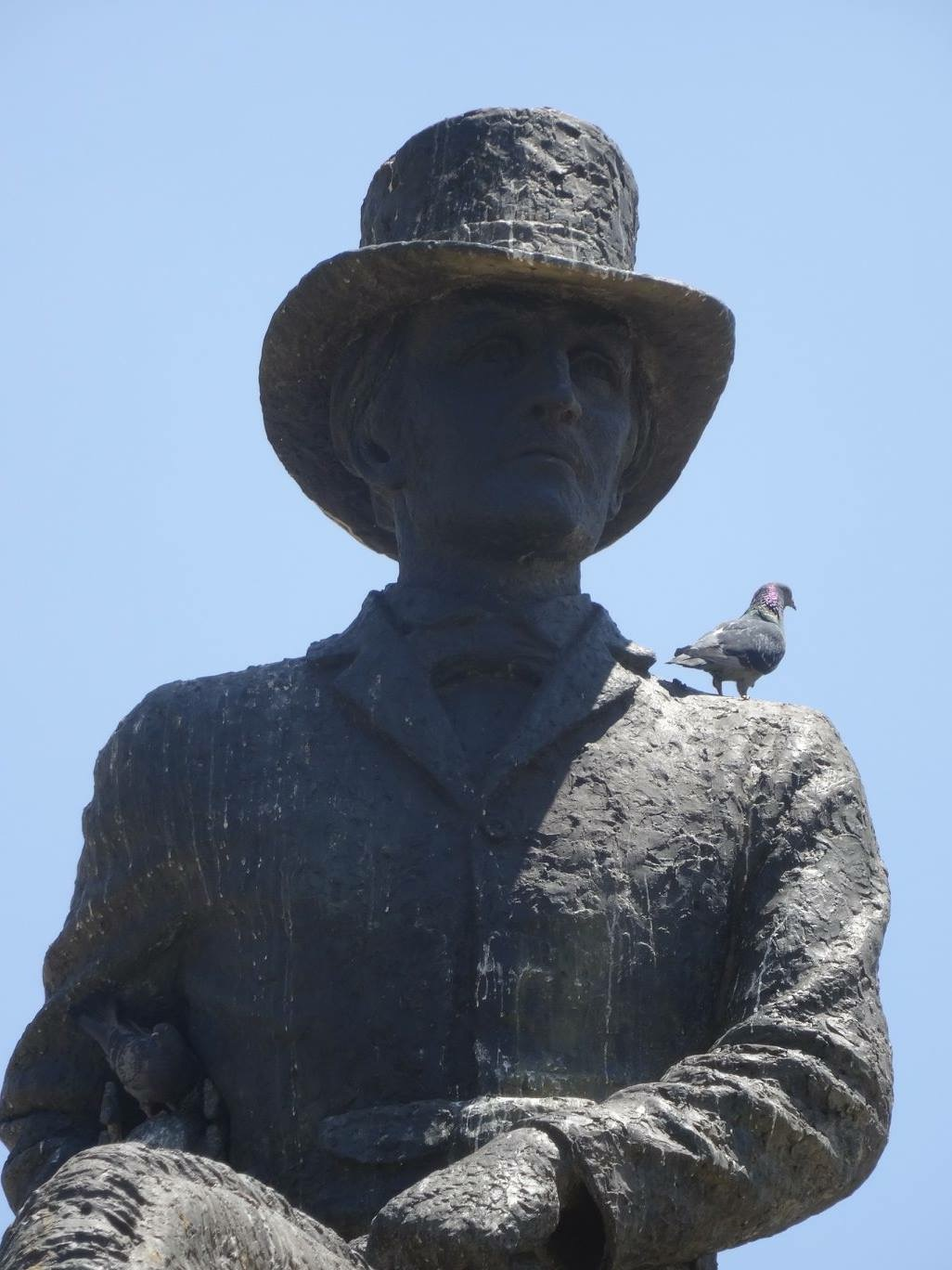
Andries Pretorius

Juchée sur un haut piédestal, la statue en bronze représente Pretorius d'après le plus célèbre de ses portraits. 
Il est représenté sur un cheval à l'air fatigué mais fier et debout tandis que Pretorius est chapeauté, armé d'un fusil, d'une épée attachée à sa ceinture et les rênes tenues à la main gauche. 
Sur le socle en granit est inscrit Andries Wilhelmus Jacobus Pretorius 1798-1853.
Le monument équestre fait partie d'un ensemble comprenant la statue de Marthinus Wessel Pretorius de laquelle il est relié par un bassin d'une vingtaine de mètres.
Les deux statues, le bassin et des panneaux en bronze apposés sur le muret du bassin constituent l'ensemble du monument commémoratif bien que chacun de ces éléments soient distincts et dissociables.

## Historique
Pour le centenaire de la naissance de Pretoria, un monument rendant hommage à Andries Pretorius et à Marthinus Wessel Pretorius, le fondateur de Pretoria, fut commandé par un comité chargé des célébrations, comprenant l'artiste Jacobus Hendrik Pierneef, l'architecte A.L. Meiring et l'historien A.N. Pelzer. A cette fin, le sculpteur Coert Steynberg fut engagé. Il proposa plusieurs monuments et sculptures notamment une représentation de Andries Pretorius assis dans un fauteuil, son chapeau sur les genoux et son fils debout à ses côtés. Une autre proposition consistait en deux statues équestres représentant le père et le fils côte à côte. Le choix de Steynberg et du comité se porta finalement sur deux statues bien distinctes : Andries Pretorius sur son cheval d'un côté et son fils debout d'un autre côté. Pour Steynberg, il s'agissait ainsi de différencier le chef voortrekker qu'était Andries Pretorius et le chef d'État qu'était Marthinus Wessel Pretorius. Par ailleurs, il n'était pas possible selon lui de les mettre côte à côte ou au même niveau, comme envisagé à l'origine, à cause de la différence de leurs fonctions institutionnelles ni de placer les statues trop près de l'hôtel de ville au risque d'éclipser le carillon du bâtiment municipal. Steynberg plaida et obtint que Marthinus Wessels, en tant que chef d'état, fut placé en amont et qu'Andries Pretorius soit placé en aval mais sur une position d'honneur, dominant la place de la mairie (Pretorius square).
Le monument comprenant les deux statues et un bassin fut inauguré le 22 octobre 1955 en présence de M.W. Pretorius, l'arrière petit-fils d'Andries Pretorius. La statue en l'honneur de Marthinus Wessel Pretorius fut notamment érigée au bord de Paul Kruger street, à une petite vingtaine de mètres de la statue équestre d'Andries Pretorius de laquelle elle est séparée et reliée par un bassin aménagée.  
En 2006, une statue du chef Tshwane fut érigée à son tour, juste devant l’hôtel de ville, à une quarantaine de mètres derrière celle d'Andries Pretorius. 
À l'instar de nombreux monuments sud-africains représentatifs de l'histoire des Afrikaners, le maintien sur son site actuel des statues de Pretorius, père et fils, est remis en question par les mouvements panafricanistes tels que celui de Julius Malema au motif qu'elles représenteraient un symbole de l'apartheid et plus généralement de la domination blanche sur l'Afrique du Sud.

## Articles connexes

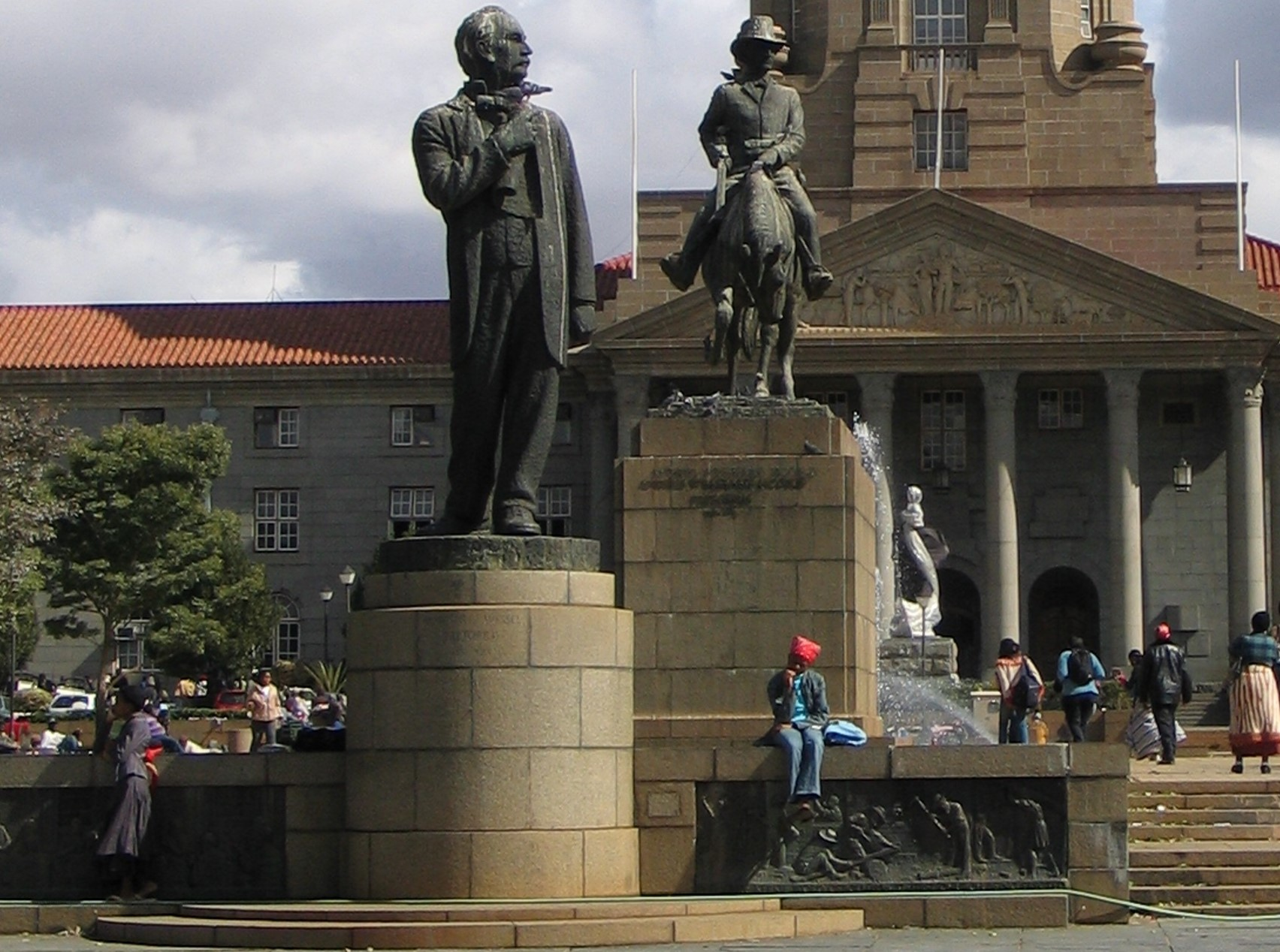
Statues de Marthinus Wessel Pretorius et d'Andries Pretorius